# Megasoma thersites
Megasoma thersites — вид жесткокрылых из подсемейства дупляков семейства пластинчатоусых. Эндемик Нижней Калифорнии (Мексика).
Видовое латинское название дано в честь Терсита — персонажа древнегреческой мифологии, сына Агрия, который сверг Ойнея, затем был изгнан Диомедом и убил Ойнея в Аркадии.

## Описание
Длина тела самцов до 45 мм. Надкрылья и переднеспинка самцов покрыты длинными рыжими волосками. Выражен половой диморфизм: самцы имеют выросты «рога» на голове и переднеспинке. Самка без «рогов». Переднеспинка самцов со срединным рогом, который широко раздвоенный на конце. Жуки слетаются на свет. Кормятся камбием растения Parkinsonia florida.

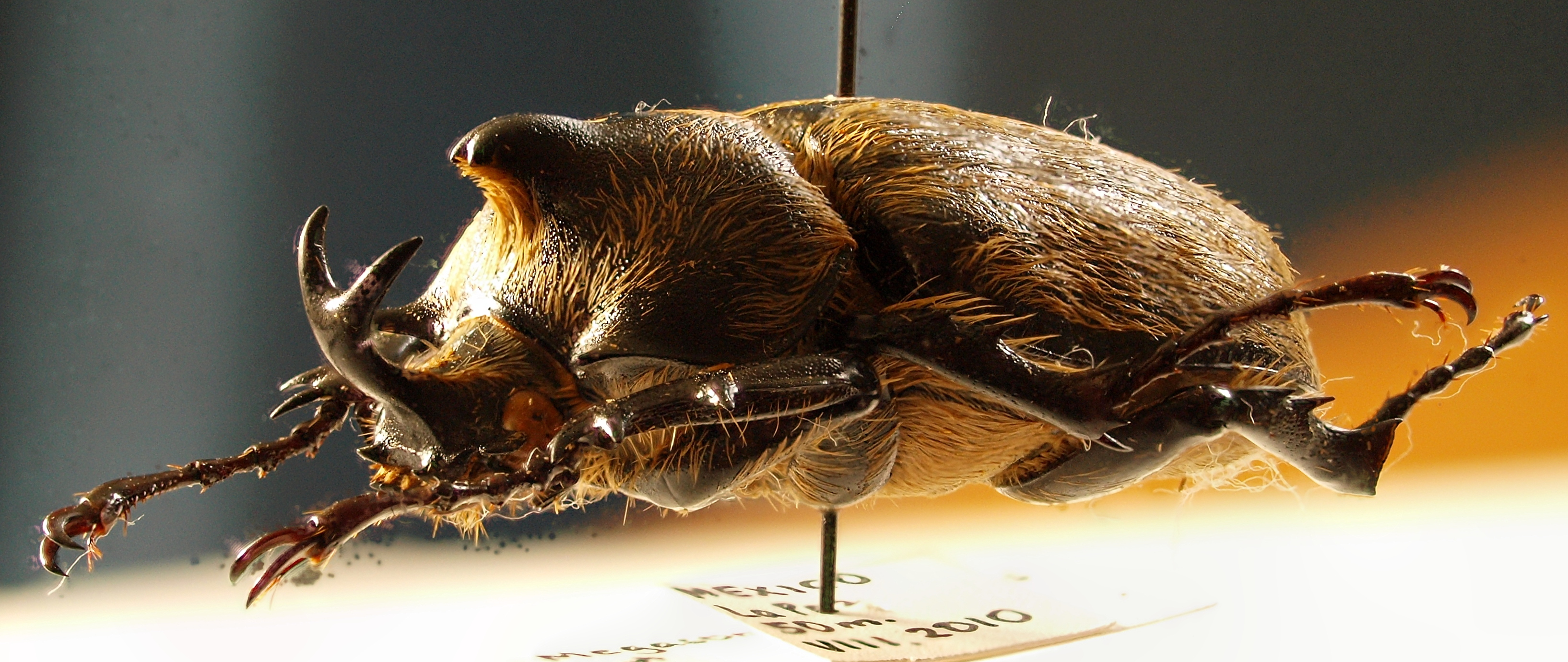
Самец, вид сбоку
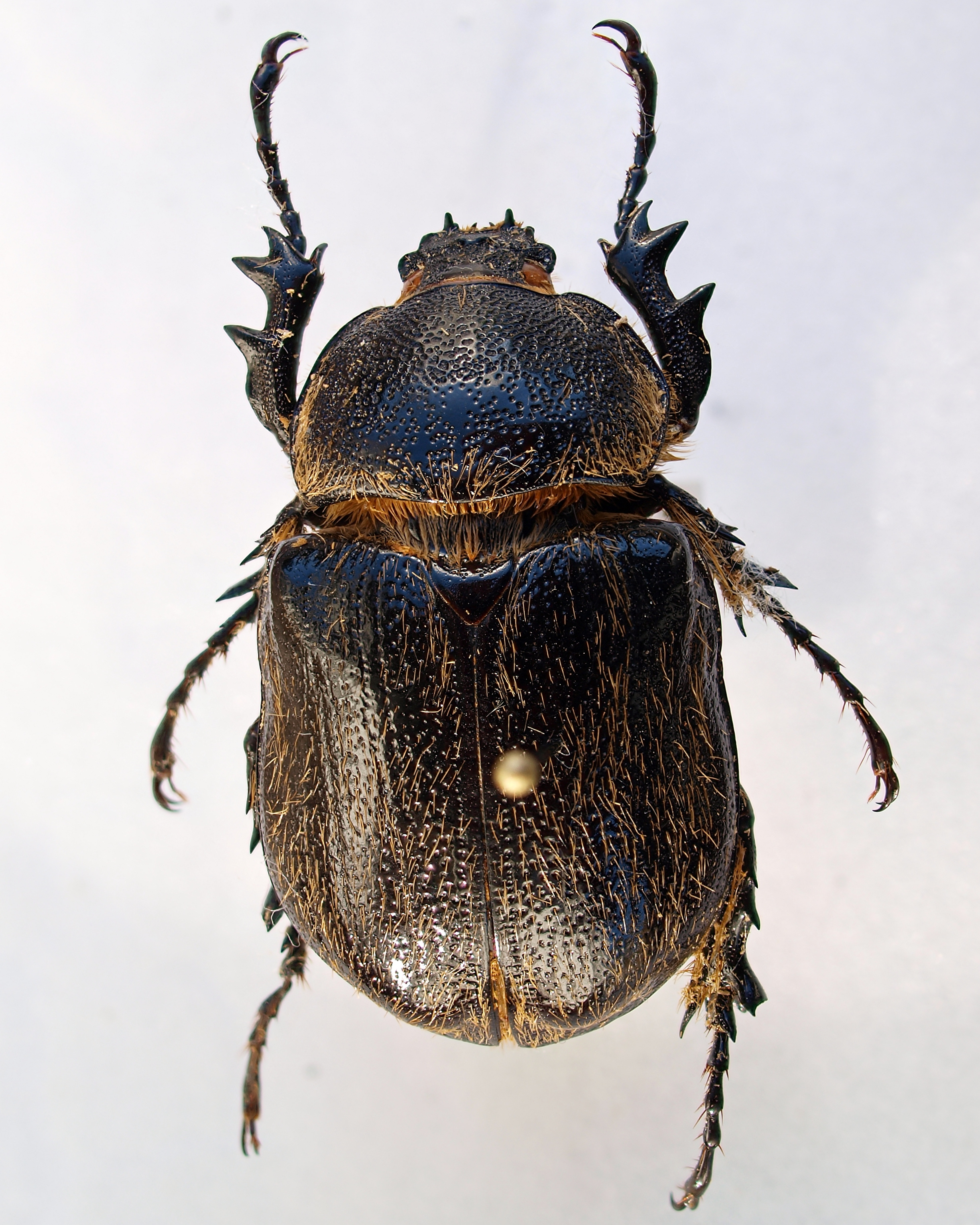
Самка
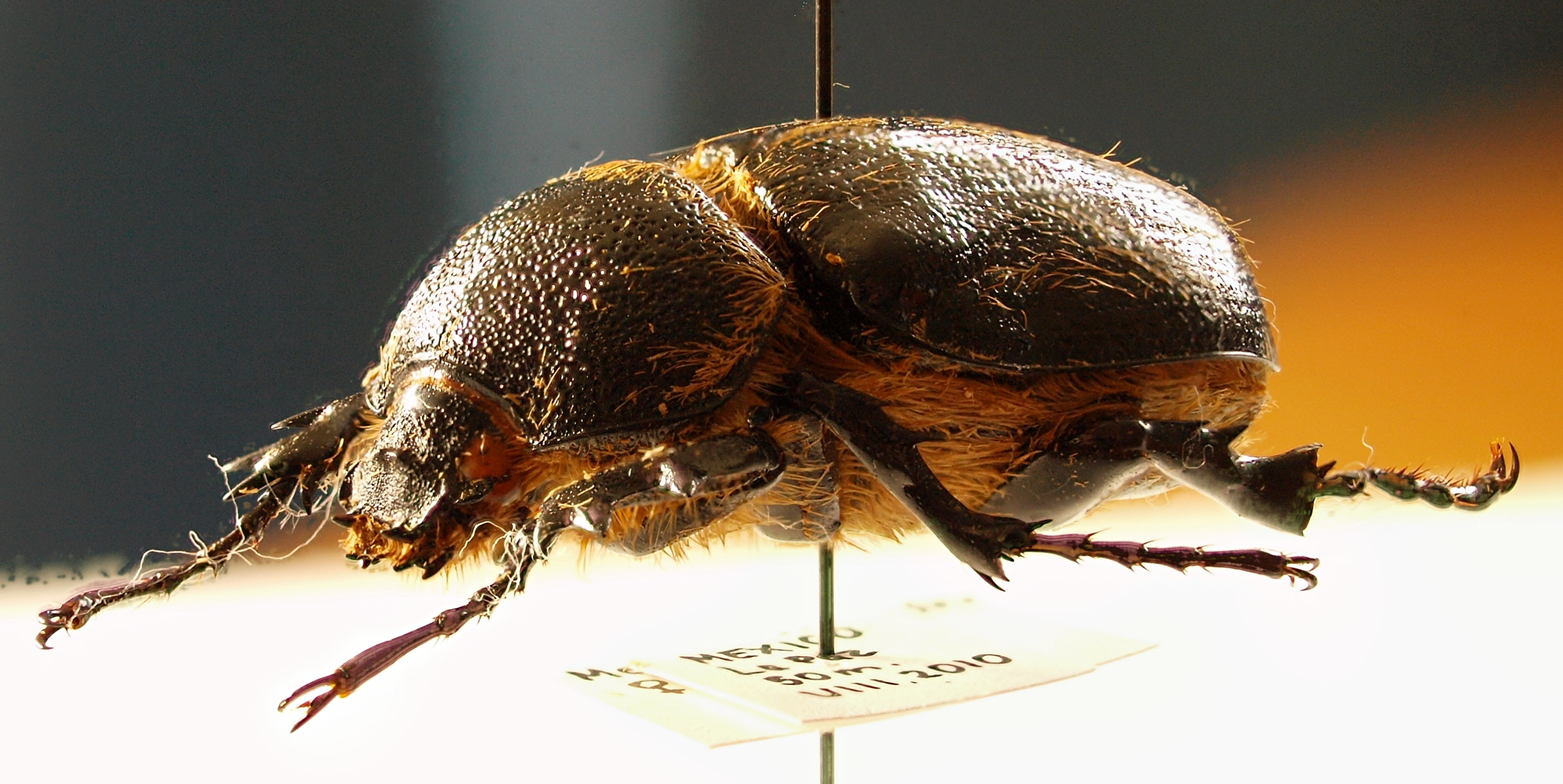
Самка, вид сбоку